# Kiril Sakskoburggotski

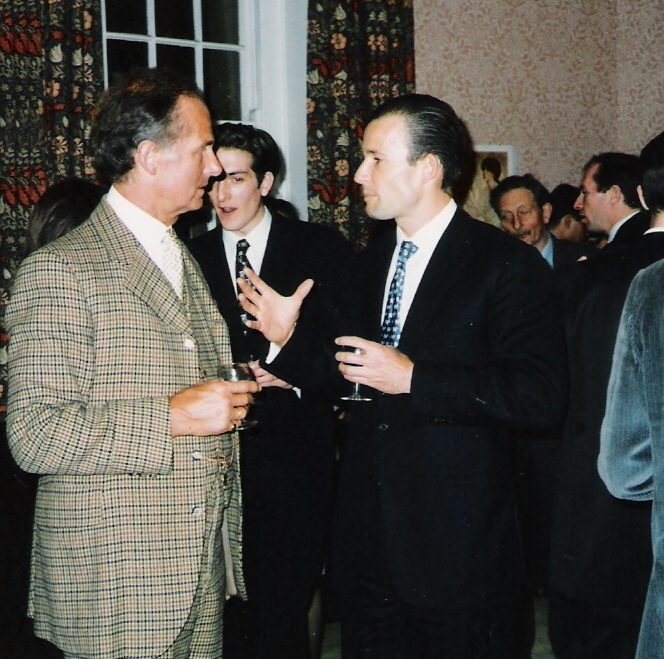
Nikolai Tolstoy (l.) und Kiril Sakskoburggotski

Kiril Sakskoburggotski (bulgarisch Кирил Сакскобургготски; * 11. Juli 1964 in Madrid), deutsch auch Kyrill von Sachsen-Coburg und Gotha, englisch Kyril of Saxe-Coburg oder Kyril of Preslav, ist ein bulgarischer Politiker und Finanzmakler.
Kiril Sakskoburggotski ist der zweite Sohn des ehemaligen Königs und Ministerpräsidenten von Bulgarien Simeon Sakskoburggotski und dessen Gattin Margarita Gomez-Acebo y Cejuela. Er ist nicht zu verwechseln mit seinem gleichnamigen Onkel Kyrill Preslawski, einem Bruder des Zaren Boris, der für Boris’ Sohn Simeon die Regentschaft führte und 1945 hingerichtet wurde.
Nach einem Studium der Quantenphysik an der Princeton University (Abschluss „cum laude“ 1986: B.A. Physics and Corporate Finance, Thema der Abschlussarbeit: Geschwindigkeitsverteilung von Pulsaren: eine Monte-Carlo-Simulation) arbeitete Sakskoburggotski zwölf Jahre als Finanzmakler bei der Investmentbank Lehman Brothers in London; dort brachte seine Frau Rosario Nadal y Fuster-Puigdorfila (seit 1989 verheiratet) drei gemeinsame Kinder zur Welt:
- Mafalda, geboren am 27. Juli 1994
- Olimpia, geboren am 13. Dezember 1995
- Tassilo, geboren am 20. Januar 2002.

Von 1997 bis 2002 arbeitete Kiril Sakskoburggotski in Sofia, wohin er noch vor seinem Vater zurückgekehrt war, als Wirtschaftsberater des bulgarischen Staatspräsidenten Petar Stojanow. Bei den Parlamentswahlen 2001 siegte die Partei NDSW seines Vaters, der Premierminister Bulgariens wurde. Zu den Mitgliedern von dessen Regierung gehörten mit Wirtschaftsminister Nikolai Wassilew und Finanzminister Milen Weltschew zwei Personen, die wie Kyrill Sakskoburggotski Banker in London und Mitglieder im Londoner „Bulgarian City Club“ waren; daher wurde vermutet, dass Kiril Sakskoburggotski bei der Ernennung beteiligt war.
Von Oktober 2000 bis März 2002 war Sakskoburggotski Non-Executive Director der Online Travel Corporation PLC. In dieser Zeit gelang dem Unternehmen der Durchbruch zu seiner heutigen Position als einem der führenden britischen Online-Reiseunternehmen.
Derzeit ist Kiril Sakskoburggotski „Executive Director – Asset Allocation and Southern European Equities“ bei GLG Partners (einer der weltgrößten Hedgefonds mit einem Einlagevermögen von 11,5 Milliarden Dollar, gegründet als Tochtergesellschaft von Lehman Brothers und Goldman Sachs, seit 2000 eigenständig), sowie (zusammen mit Nikolai Wassilew, dem ehemaligen bulgarischen Wirtschaftsminister) Gründungspartner in der Private Equity Risikokapitalfonds-Managementgesellschaft „BulVentures CapitalPartners“, eine der größten Venture-Capital-Firmen in Bulgarien.
Außerdem ist Sakskoburggotski Präsident des Londoner „Bulgarian City Club“ und Ehrenmitglied im Vorstand des Bulgarischen Arbeitgeberverbandes EABG.